# Échannay
Échannay település Franciaországban, Côte-d’Or megyében. Lakosainak száma 135 fő (2022. január 1.). Échannay Vieilmoulin, La Bussière-sur-Ouche, Remilly-en-Montagne, Sombernon, Aubigny-lès-Sombernon, Grenant-lès-Sombernon és Montoillot községekkel határos.

## Népesség
A település népességének változása:
| Lakosok száma | 73   | 86   | 103  | 118  | 124  | 130  | 128  | 132  | 141  | 135  |
|               | 1968 | 1982 | 1990 | 2006 | 2013 | 2015 | 2017 | 2019 | 2020 | 2022 |